# Richard Matheson
Pour les articles homonymes, voir Matheson.
Œuvres principales
- Je suis une légende
- L’Homme qui rétrécit

Richard Burton Matheson, né le 20 février 1926 à Allendale au New Jersey et mort le 23 juin 2013  à Calabasas en Californie, est un écrivain et scénariste américain. Ses genres de prédilection sont la science-fiction et l’épouvante.

## Biographie

### Enfance et jeunesse
Ses parents, émigrés norvégiens, divorcent quand il a huit ans. Il est élevé par sa mère à Brooklyn, New York. Ses toutes premières sources d'inspiration pour l'écriture lui viennent du film Dracula, des romans de Kenneth Roberts et d'un poème qu'il a lu dans le journal The Brooklyn Eagle, journal dans lequel il publiera, à l'âge de huit ans, sa première nouvelle. Il achève ses études secondaires au Brooklyn Technical High School. Pendant la Seconde Guerre mondiale, il sert dans l’armée américaine en Europe, une expérience qui servira de base à son roman The Beardless Warriors (1960).

### Carrière
Démobilisé, Richard Matheson fréquente la Missouri School of Journalism et, après avoir obtenu son diplôme de journalisme, il s'établit en Californie en 1949 et se lance dans l’écriture. L'auteur obtient le succès dès la publication de sa première nouvelle, Le Journal d'un monstre (Born of Man and Woman), en 1950, qui décrit la haine d’un enfant monstrueux envers ses parents,. Ses deux premiers romans, Je suis une légende (I Am Legend, 1954) (variation autour du vampirisme qui raconte la vie du dernier homme « normal » sur Terre parmi les vampires) et L'Homme qui rétrécit (The Shrinking Man, 1956), sont à présent des classiques du genre. Ces deux œuvres, plusieurs fois adaptées au cinéma, montrent le comportement d’un être isolé confronté à une fatalité qu’il désire plus ou moins empêcher. Il écrit aussi La Maison des damnés (1971), l’histoire d’une enquête dans une maison hantée.
Matheson se tourne également vers le cinéma et la télévision. Parmi les multiples adaptations de ses textes, on peut citer les adaptations pour le cinéma de L’Homme qui rétrécit, Le Jeune Homme, la Mort et le Temps (dont l’adaptation à l’écran, Quelque part dans le temps, a pour acteur principal Christopher Reeve) ou encore du roman Je suis une légende dans Le Survivant. Il considère ce dernier film, avec Charlton Heston, comme trahissant l’esprit du texte original.
En 1978, il écrit Au-delà de nos rêves, dont Vincent Ward tirera en 1998 un film avec Robin Williams en tête d’affiche.
Richard Matheson a également rédigé des scénarios pour les séries de science-fiction : La Quatrième Dimension , La Cinquième Dimension, Star Trek, ainsi que le scénario (adapté de l’une de ses nouvelles) de Duel, le téléfilm qui a lancé la carrière de Steven Spielberg.
En 1995, il publie en tant qu’éditeur Appreciations of a Master, une compilation des meilleures nouvelles de Robert Bloch en hommage à son ami décédé l’année précédente.
Au fil des années, Matheson a été source d'inspiration pour nombre d'artistes (écrivains, cinéastes...) de la science-fiction, notamment Stephen King, George A. Romero, ou encore Chris Carter, le créateur de la série télévisée X-Files : Aux frontières du réel (dans cette dernière, un personnage semi-récurrent, sénateur, porte d'ailleurs, en hommage, le nom de Richard Matheson).
Trois de ses quatre enfants (Chris, Richard Christian et Ali Matheson) sont eux aussi écrivains et scénaristes.

## Un auteur touche-à-tout
Richard Matheson est, plus généralement, l’auteur de plus de cent nouvelles (dont la majorité ont été écrites dans les années 1950 et 1960) tournant essentiellement autour des genres du suspense et du fantastique. Ses incursions dans le domaine de la science-fiction, si elles s’accommodent bien de cette classification par les thèmes dont elles traitent, restent souvent ancrées autour d’une situation en apparence normale et qui, par un phénomène scientifique mal défini mais rationnel, perd le contact avec la réalité. Le lecteur, alors, retrouve par ce jeu certaines des peurs ancestrales de l’humanité telles que la folie, l’abandon, la mort, la solitude.
En cela, la tonalité des textes de Matheson rejoint souvent celle de Stephen King (rapprochement confirmé par ce dernier dans de nombreuses interviews).

## Œuvre

### Romans fantastiques et de science-fiction
- Je suis une légende, Denoël, coll. « Présence du futur » no 10, 1971 ((en) I Am Legend, 1954), trad. Claude ElsenRéédition dans une nouvelle traduction de Nathalie Serval, Gallimard, coll. « Folio SF » no 53, 2001 (ISBN 2-07-041807-3)
- L'Homme qui rétrécit, Denoël, coll. « Présence du futur » no 18, 1972 ((en) The Shrinking Man, 1956), trad. Claude ElsenRéédition dans une nouvelle traduction de Jacques Chambon, Gallimard, coll. « Folio SF » no 22, 2000 (ISBN 2-07-041581-3)
- Échos, Clancier-Guénaud, coll. « Série 33 » no 3, 1988 ((en) A Stir of Echoes, 1958), trad. Jean-Paul GratiasRéédition, Rivages/Noir no 217, 1995 (ISBN 2-86930-941-4)
- La Maison des damnés, Albin Michel, 1974 ((en) Hell House, 1971), trad. Patrick ReumauxRéédition, J'ai lu, coll. « Fantastique et science-fiction » no 612, 1975
- Le Jeune Homme, la Mort et le Temps, Denoël, coll. « Présence du futur » no 239, 1977 ((en) Bid Time Return, 1975), trad. Ronald BlundenRéédition, Gallimard, coll. « Folio SF » no 34, 2000 (ISBN 2-07-041614-3)
- Au-delà de nos rêves, Flammarion, 1998 ((en) What Dreams May Come, 1978), trad. Hélène Collon  (ISBN 2-08-067688-1)Réédition, J'ai lu, coll. « Ténèbres » no 5600, 2000
- Otage de la nuit, Denoël, coll. « Présence du fantastique » no 11, 1990 ((en) Earthbound, 1982), trad. André Dorémieux  (ISBN 2-207-60011-4)Sous le nom de Logan Swanson.
- À sept pas de minuit, Denoël, coll. « Lunes d'encre », 1995 ((en) Seven Steps to Midnight, 1993), trad. Hélène Collon  (ISBN 2-207-24347-8)
- (en) Shadow on the Sun, 1994
- (en) Now You See It..., 1995
- (en) Abu and the Seven Marvels, 2001Illustré par William Stout
- (en) Camp Pleasant, 2001
- (en) Come Fygures, Come Shadowes, 2003
- (en) Woman, 2005
- (en) The Link, 2006
- D'autres royaumes, J'ai lu, coll. « Nouveaux Millénaires », 2013 ((en) Other Kingdoms, 2011), trad. Patrick Imbert  (ISBN 978-2-290-05598-4)

### Autres romans
- Les Seins de glace, Gallimard, coll. « Série noire » no 254, 1955 ((en) Someone Is Bleeding, 1953), trad. France-Marie WatkinsRéédition, Gallimard, coll. « La Poche noire » no 95, 1969 ; réédition, Gallimard, coll. « Carré noir » no 379, 1981 ; réédition, Gallimard, coll. « Folio » no 2163, 1990 ; réédition, Gallimard, Folio Policier no 341, 2004 (ISBN 2-07-049832-8)
- Jour de fureur, Gallimard, coll. « Série noire » no 1404, 1971 ((en) Fury on Sunday, 1953), trad. France-Marie WatkinsRéédition, Christian Bourgois, coll. « 10/18 » no 2016, 1989
- De la part des copains, Gallimard, coll. « Série noire » no 595, 1960 ((en) Ride the Nightmare, 1959), trad. Bruno MartinRéédition, Gallimard, coll. « La Poche noire » no 125, 1970 ; réédition, Gallimard, coll. « Carré noir » no 452, 1982
- (en) The Beardless Warriors, 1960
- Journal des années de poudre, Denoël, 2003 ((en) Journal of the Gun Years, 1992), trad. Brigitte Mariot  (ISBN 2-207-25210-8)
- (en) The Gunfight, 1993
- (en) The Memoirs of Wild Bill Hickock, 1996
- (en) Passion Play, 2000
- La Traque, Flammarion, coll. « Flammarion Noir », 2003 ((en) Hunted Past Reason, 2002), trad. Hélène Narbonne  (ISBN 2-08-068374-8)
- (en) Generations, 2012

### Recueils de nouvelles
- 1956 : La Poupée à tout faire
- 1958 : Au bord du précipice et autres nouvelles
- 1974 : Les Mondes macabres (Casterman)
- 1974 : Cycle de survie
- 1978 : Miasmes de mort (Casterman)
- 1984 : Une aiguille en plein cœur (Néo)
- 2006 : La Maison enragée et autres nouvelles fantastiques

L'intégrale des nouvelles (titre original, pour les tomes 1 à 5 : Richard Matheson : Collected stories, 1989), a été éditée par Flammarion, collection « Imagine » :
1. Derrière l'écran  (ISBN 978-2-080-67732-7) mars 1999
2. Intrusion  (ISBN 978-2-080-67736-5) octobre 1999
3. La Poupée à tout faire  (ISBN 978-2-080-67741-9) mars 2000
4. Le Pays de l'ombre  (ISBN 978-2-080-67742-6) novembre 2000
5. La Touche finale  (ISBN 978-2-080-67743-3) mars 2001
6. Miroir, miroir ...  (ISBN 978-2-080-68313-7) avril 2003 (ne reprend que les nouvelles inédites en français du recueil Off Beat paru en 2003)

L'ensemble des nouvelles de ces six tomes a ensuite été publié chez J'ai lu en trois tomes :
1. Nouvelles, tome 1, 1950-1953  (ISBN 978-2-290-32843-9) juin 2003
2. Nouvelles, tome 2, 1953-1959  (ISBN 978-2-290-32969-6) novembre 2003
3. Nouvelles, tome 3, 1959-2003  (ISBN 978-2-290-33202-3) mai 2004

### Nouvelles principales
- 1950 : Le Journal d'un monstre ou Né de l’homme et de la femme (Born of Man and Woman)
- 1950 : La Troisième à partir du soleil (Third from the Sun)
- 1951 : La Robe de soie blanche (Dress of White Silk)
- 1951 : Retour à zéro (Return)
- 1951 : La Chose (The Thing)
- 1951 : La Guerre des sorcières (Witch war)
- 1952 : Une Résidence de haut vol (Shipshape Home)
- 1952 : Enfer sur mesure (To Fit the Crime)
- 1952 : Le Phagomane (The Foodlegger)
- 1952 : Courrier interplanétaire (SRL AD), titrée également Un jour, une petite annonce.
- 1952 : Mamour, quand tu es près de moi (Lover When You're Near Me)
- 1953 : La Maison enragée (Mad House)
- 1953 : Une Armée de conspirateurs (Legion of Plotters)
- 1953 : Escamotage (Disappearing Act)
- 1953 : Mère à contrecœur (Mother by Protest)
- 1953 : Nef de mort (Death Ship)
- 1954 : La Poupée à tout faire (The Doll that Does Everything)
- 1954 : L'Enfant trop curieux (The Curious Child)
- 1954 : L’Homme qui avait créé le monde (The Man Who Made the World)
- 1954 : Le Zoo (Being)
- 1954 : L'examen (The Test)
- 1955 : Danse macabre (Dance of the Dead)
- 1955 : Cycle de survie (Pattern for survival)
- 1956 : Le Haut Lieu (The splendid source)
- 1957 : Un spécialiste des jours de fête (The holiday man)
- 1958 : Au bord du précipice (The Edge)
- 1958 : Le Distributeur (The Distributor)
- 1959 : Qu'y a-t-il dans la boîte ? (What Was in the Box?)
- 1962 : Sans paroles (Mute)
- 1963 : La Fille de mes rêves (Girl of my Dreams)
- 1966 : Du travail bien fait (I'll Make it Look Good)
- 1967 : Rien de tel qu'un vampire (No Such Thing as a Vampire)
- 1969 : Thérèse (Therese/Needle in the Heart)
- 1970 : Le Jeu du bouton (Button, Button)
- 1971 : Duel
- 1983 : Je suis là à attendre (And Now I’m Waiting)
- 1986 : Les Inséparables (Getting Together)
- 1999 : Toujours devant ta voix... (Always Before Your Voice)
- 2000 : Dans la douleur (And in Sorrow)
- 2003 : Miroir, miroir... (Mirror, mirror...)

### Autres ouvrages
- 1993 : The Path: A New Look At Reality
- 1995 : Appreciations of a Master

## Filmographie

### Scénariste

#### Cinéma
- 1957 : L’Homme qui rétrécit (The Incredible Shrinking Man) de Jack Arnold
- 1959 : Les Beatniks (The Beat Generation) de Charles F. Haas
- 1960 : La Chute de la maison Usher (House of Usher) de Roger Corman
- 1961 : Le Maître du monde (Master of the World) de William Witney
- 1961 : La Chambre des tortures (Pit and the Pendulum) de Roger Corman
- 1962 : Brûle, sorcière, brûle ! (Night of the Eagle) de Sidney Hayers
- 1962 : L’Empire de la terreur (Tales of Terror) de Roger Corman
- 1963 : Le Corbeau (The Raven) de Roger Corman
- 1964 : Le croque-mort s'en mêle (The Comedy of Terrors) de Jacques Tourneur
- 1965 : Fanatic de Silvio Narizzano
- 1968 : Les Vierges de Satan (The Devil Rides Out) de Terence Fisher
- 1969 : Le Divin Marquis de Sade de Cy Endfield
- 1980 : Quelque part dans le temps (Somewhere in Time) de Jeannot Szwarc
- 1983 : Les Dents de la mer 3 (Jaws 3-D) de Joe Alves
- 1990 : Loose Cannons de Bob Clark

#### Télévision
- 1960 : Le Lâche (The Last Flight) et Un monde différent (A World of Difference), épisodes 18 et 23 de la saison 1 de La Quatrième Dimension
- 1971 : Duel de Steven Spielberg
- 1972 : Ghost Story
- 1972 : Night Gallery, épisodes 24 et 44 de la saison 2
- 1972 : La Nuit du Vampire (The Night Stalker) de John Llewellyn Moxey
- 1972 : La Nuit de L'Alchimiste (The Night Strangler) de Dan Curtis
- 1973 : Dracula et ses femmes vampires (Dracula) de Dan Curtis
- 1973 : La Disparition (Dying Room Only) de Philip Leacock
- 1974 : Le Cri du loup (Scream of the Wolf) de Dan Curtis
- 1974 : The Morning After (en) de Richard T. Heffron
- 1974 : The Stranger Within de Lee Philips
- 1975 : La Poupée de la terreur (Trilogy of Terror) de Dan Curtis
- 1977 : Dead of Night de Dan Curtis
- 1977 : The Strange Possession of Mrs. Oliver de Gordon Hessler
- 1980 : Chroniques martiennes (The Martian Chronicles) de Michael Anderson
- 1986 : La poupée (The doll), L'encyclopédie vivante (One for the books) et Le fantôme de Charlie (Grandpa’s ghost), épisodes 22 à 24 de la saison 1 d'Histoires fantastiques
- 1986 : Appuyez sur le bouton (Button, Button), épisode 20b de la saison 1 de La Cinquième Dimension (sous le pseudonyme Logan Swanson)
- 1987 : Miss Galaxie (Miss Stardust), épisode 21 de la saison 2 d'Histoires fantastiques
- 1996 : La Poupée de la terreur 2 (Trilogy of Terror II) de Dan Curtis

### Acteur
- 1976 : Captains and the Kings (feuilleton TV) : le Président Garfield
- 1980 : Quelque part dans le temps (Somewhere in Time) : un homme à l’hôtel en 1912

### Producteur
- 1964 : Le croque-mort s'en mêle (The Comedy of Terrors)
- 1977 : The Strange Possession of Mrs. Oliver (TV)

## Récompenses
- 1958 : Prix Hugo (catégorie film) pour L’Homme qui rétrécit
- 1976 : Prix World Fantasy du meilleur roman pour Le Jeune Homme, la Mort et le Temps
- 1984 : Prix World Fantasy spécial : Grand maître / Life Achievement
- 1990 : Prix World Fantasy du meilleur recueil de nouvelles pour Derrière l’écran
- 1990 : Prix Bram Stoker du meilleur recueil de nouvelles pour Derrière l’écran
- 1991 : Prix Bram Stoker spécial : Grand maître / Life achievement

## Adaptations au cinéma
- 1957 : L'Homme qui rétrécit (The Incredible Shrinking Man) de Jack Arnold
- 1964 : Je suis une légende (L'ultimo uomo della Terra) de Sidney Salkow
- 1970 : De la part des copains (Cold Sweat) de Terence Young
- 1971 : Le Survivant (The Omega Man) de Boris Sagal
- 1973 : La Maison des damnés (The Legend of Hell House) de John Hough
- 1974 : Les Seins de glace de Georges Lautner
- 1980 : Quelque part dans le temps (Somewhere in Time) de Jeannot Szwarc
- 1981 : La Femme qui rétrécit (The Incredible Shrinking Woman) de Joel Schumacher
- 1998 : Au-delà de nos rêves (What Dreams May Come) de Vincent Ward
- 2000 : Hypnose (Stir of Echoes) de David Koepp, d'après le roman Échos (A Stir of Echoes, 1958)
- 2007 : Je suis une légende (I Am Legend) de Francis Lawrence
- 2009 : The Box de Richard Kelly
- 2011 : Real Steel de Shawn Levy
- 2025 : L'Homme qui rétrécit de Jan Kounen